# Мусо Синдэн-рю
Мусо Синдэн-рю (яп. 夢想神伝流) — школа иайдо, классическое боевое искусство Японии, основанное в 1932 году мастером по имени Накаяма Хакудо.

## История
Школа Мусо Синдэн-рю была основана в 1932 году мастером по имени Накаяма Хакудо. Основатель стиля обучался под руководством Хосокавы Ёсимаса, главой ветви Симамура (яп. 下村派) школы Хасэгава Эйсин-рю, а также у мастера Моримото Токуми, ученика Оэ Масамити, руководителя ветви Танимура (яп. 谷村派).
Название «Мусо Синдэн-рю», по всей вероятности, происходит от имени, данного Хосокавой ветви Симамура — Мусо Синдэн Эйсин-рю (яп. 無雙神傳英信流).